# Zbigniew Paszek
Zbigniew Paszek (ur. 2 września 1938 we Lwowie, zm. 3 lutego 2024) – polski chemik i ekonomista, doktor nauk ekonomicznych, profesor nadzwyczajny Uniwersytetu Ekonomicznego w Krakowie i Krakowskiej Akademii im. Andrzeja Frycza Modrzewskiego, specjalista w zakresie statystyki. Doktor honoris causa Uniwersytetu w Kragujevacu.

## Życiorys
Urodził się we Lwowie w rodzinie nauczycielskiej. Maturę uzyskał w 1956 w II Liceum im. Króla Jana Sobieskiego w Krakowie. Po odbyciu w latach 1958–1963 studiów na Wydziale Produkcji i Obrotu Towarowego w Wyższej Szkole Ekonomicznej w Krakowie na podstawie pracy pt. „Studia nad ostrością smakową amidów kwasowych” otrzymał tytuł zawodowy magistra towaroznawstwa.  W 1963 został nauczycielem akademickim w Katedrze Chemii Wyższej Szkoły Ekonomicznej w Krakowie. Na macierzystej uczelni na podstawie rozprawy pt. Statystyczna analiza wyników badania odporności chemicznej powłok poliamidowych na podłożu metalowym uzyskał w 1971 stopień doktora nauk ekonomicznych w zakresie statystyki. W 1974 został zatrudniony w Wydziale Ekonomiki Obrotu Akademii Ekonomicznej w Krakowie w Katedrze Statystyki. Od 1991 do 2003 był dyrektorem Szkoły Przedsiębiorczości i Zarządzania Akademii Ekonomicznej w Krakowie. W 2001 został profesorem nadzwyczajnym AE, zaś w 2005 został powołany na stanowisko profesora nadzwyczajnego Krakowskiej Akademii im. Andrzeja Frycza Modrzewskiego.
Przed 1989 angażował się w niezależny od władzy komunistycznej ruch naukowy. Był m.in. w latach 1986–1988 przewodniczącym Rady Naukowej Oddziału Krakowskiego Towarzystwa Wolnej Wszechnicy Polskiej.

## Nagrody i odznaczenia
- Nagroda indywidualna stopnia trzeciego Ministra Nauki, Szkolnictwa Wyższego i Techniki za osiągnięcia w dziedzinie dydaktyczno-wychowawczej (1974)
- Złota Odznaka Związku Nauczycielstwa Polskiego (1977)
- Złoty Krzyż Zasługi (1984)
- Złoty Medal Stowarzyszenia Wolnej Wszechnicy Polskiej (1985)
- Złota Odznaka za pracę społeczną dla Miasta Krakowa (1986)
- Medal Komisji Edukacji Narodowej (1994)
- Nagroda Rektora Akademii Ekonomicznej w Krakowie – indywidualna pierwszego stopnia – za osiągnięcia w pracy zawodowej (2000, 2001, 2003)
- Złota Odznaka Stowarzyszenia Księgowych Polskich (2000)
- Honorowy Medal Akademii Ekonomicznej w Krakowie (2001)
- Krzyż Kawalerski Orderu Odrodzenia Polski (2002)[4]
- Doktor honoris causa Uniwersytetu w Kragujevcu (2003)
- tytuł Profesora Honorowego Wyższej Szkoły Biznesu Zawodowych Studiów w Nowym Sadzie (2012)
- Złoty Medal Cara Konstantina Wielkiego (odznaczenie Wydziału Ekonomicznego Uniwersytetu w Niszu) (2013)[1]

## Życie prywatne
Od 1965 żonaty z Ewą z domu Masior. Jest ojcem Anny, absolwentki Uniwersytetu Ekonomicznego w Krakowie.